# دي هافلاند كندا دي إتش سي - 5
دي إتش سي - 5 هي طائرة نقل كندية، لديها القدرة على الإقلاع من على ممرات قصيرة للغاية، أقصر حتي من تلك التي تقلع من عليها الطائرات الخفيفة.
تم تطويرها وفقا للمتطلبات الاميركية، وحلقت أول مرة 22 سبتمبر عام 1961. وتم إنتاج 122 طائرة منها، ولا تزال مستخدمة في العديد من دول العالم سواء كطائرة مدنية أو عسكرية.

## المستخدمين
- الإمارات العربية المتحدة
- البرازيل
- الكاميرون
- كندا
- تشيلي
- جمهورية الكونغو الديمقراطية
- الإكوادور
- مصر
- إثيوبيا
- إندونيسيا
- كينيا
- موريتانيا
- المكسيك
- عُمان
- بيرو
- السودان
- تنزانيا
- توغو
- الولايات المتحدة
- زامبيا

## مواصفات (DHC-5D)
البيانات من Jane's All The World's Aircraft 1982–83.
الخصائص العامة
- الطاقم: Three (pilot, co-pilot and crew chief)
- السعة: 41 troops or 24 stretchers
- الحمولة: 18,000 lb (8,164 kg)
- الطول: 79 ft 0 in (24.08 m)
- باع الجناح: 96 ft 0 in (29.26 m)
- الارتفاع: 28 ft 8 in (8.73 m)
- مساحة الجناح : 945 sq ft (87.8 m²)
- جناح حامل: NACA 643A417.5 (mod) at root, NACA 632A615
- الوزن فارغة: 25,160 lb (11,412 kg)
- وزن الإقلاع الأقصى: 49,200 lb (22,316 kg)
- محرك الطائرة: 2 × General Electric CT64-820-4 محرك مروحة عنفية, 3,133 hp (2,336 kW)  الواحد

الأداء
- السرعة القصوى: 290 mph (252 knots, 467 km/h) at 10,000 ft (3,050 m)
- سرعة انهيار: 77 mph (67 knots, 124 km/h)
- مدى (طائرة): 691 miles (600 ميل بحري, 1,112 km) at 10,000 ft (3,050 m) (max payload)
- سقف الخدمة: 31,000 ft (9,450 m)
- معدل الصعود: 2,330 ft/min (11.8 m/s)

## روابط خارجية
- Viking Air – current DHC-5 certificate holder and planned manufacturer
- Royal Canadian Air Force CC-115 Buffalo website
- Diagrams of the DHC-5D نسخة محفوظة 7 أبريل 2005 على موقع واي باك مشين.